# Bythaelurus dawsoni
Bythaelurus dawsoni är en hajart som först beskrevs av Springer 1971.  Bythaelurus dawsoni ingår i släktet Bythaelurus och familjen rödhajar. IUCN kategoriserar arten globalt som otillräckligt studerad. Inga underarter finns listade.